# アウグスト・ヴェーバー
アウグスト・ヴェーバー（August Weber、フルネーム Johann Baptist Wilhelm August Weber 、1817年1月10日 - 1873年9月9日）はドイツの風景画家である。デュッセルドルフ美術アカデミーの教授を務めた。

## 略歴
フランクフルト・アム・マインで生まれた。フランクフルトの画家、ローゼンクランツ（Heinrich Rosenkranz）に学んだ後、1835年からダルムシュタットの宮廷画家、シルバッハ(Johann Heinrich Schilbach)に学び、1836年から1838年までフランクフルトの美術学校(Städelschen Instituts in Frankfurt)で学んだ。1838年の秋からデュッセルドルフに移り、デュッセルドルフ美術アカデミーで学び、後に多くの学生も指導した。ヴェーバーが教えた学生には、テオドール・マルテンス、オットー・オーデブレヒト、ジョン・ロビンソン・テートらがいた。指導技術を評価されて教授に任じられた。1858年にはフランクフルトの美術学校で学んでいたヤーコブ・マウラーとアントン・ブルガーもヴェーバーの指導をうけるためにデュセルドルフに移ってきた。
1844年に設立されたデュッセルドルフ芸術家協会(Vereins der Düsseldorfer Künstler)の設立会員であり、デュッセルドルフの美術家協会、「Malkasten」の会員であった。1864年にフランクフルトの学術団体、「科学・芸術・教育のための自由ドイツ連盟」( Freien Deutschen Hochstifts für Wissenschaften, Künste und allgemeine Bildung) の名誉会員に選ばれた。

## 作品

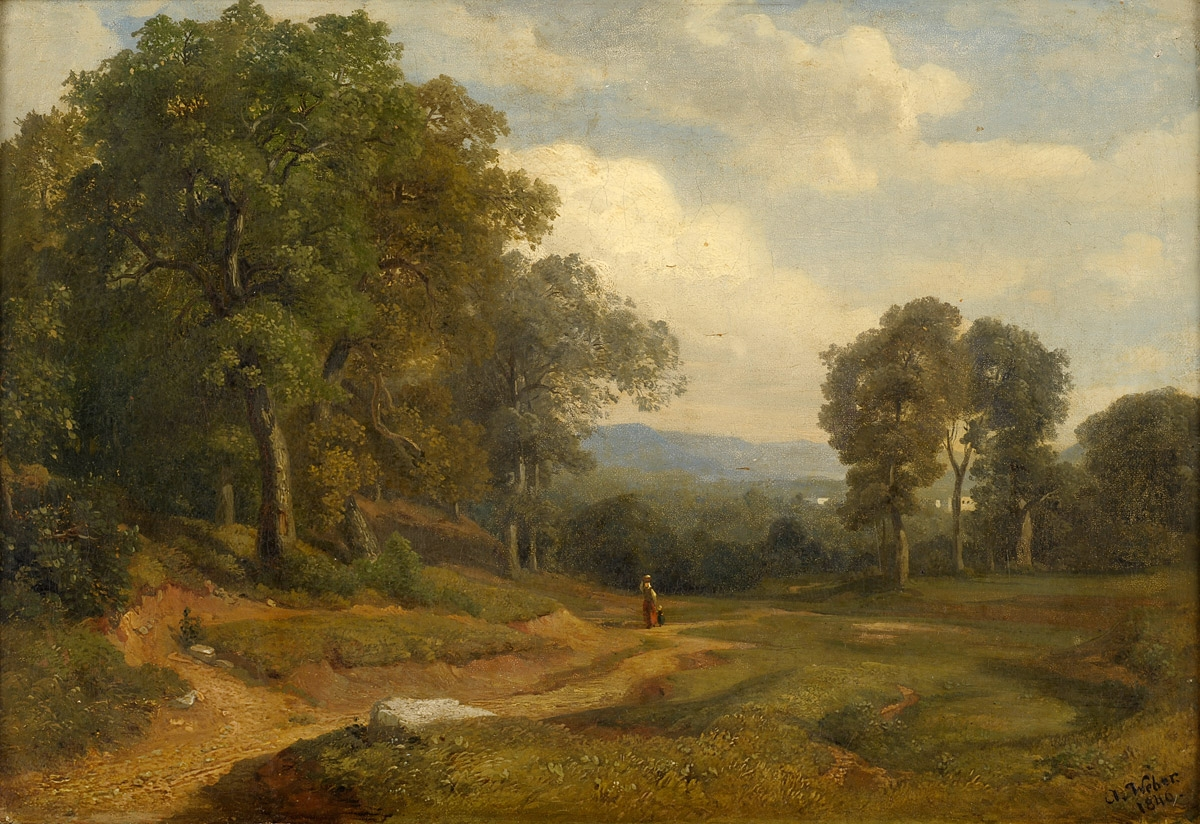
夏の風景 (1846)
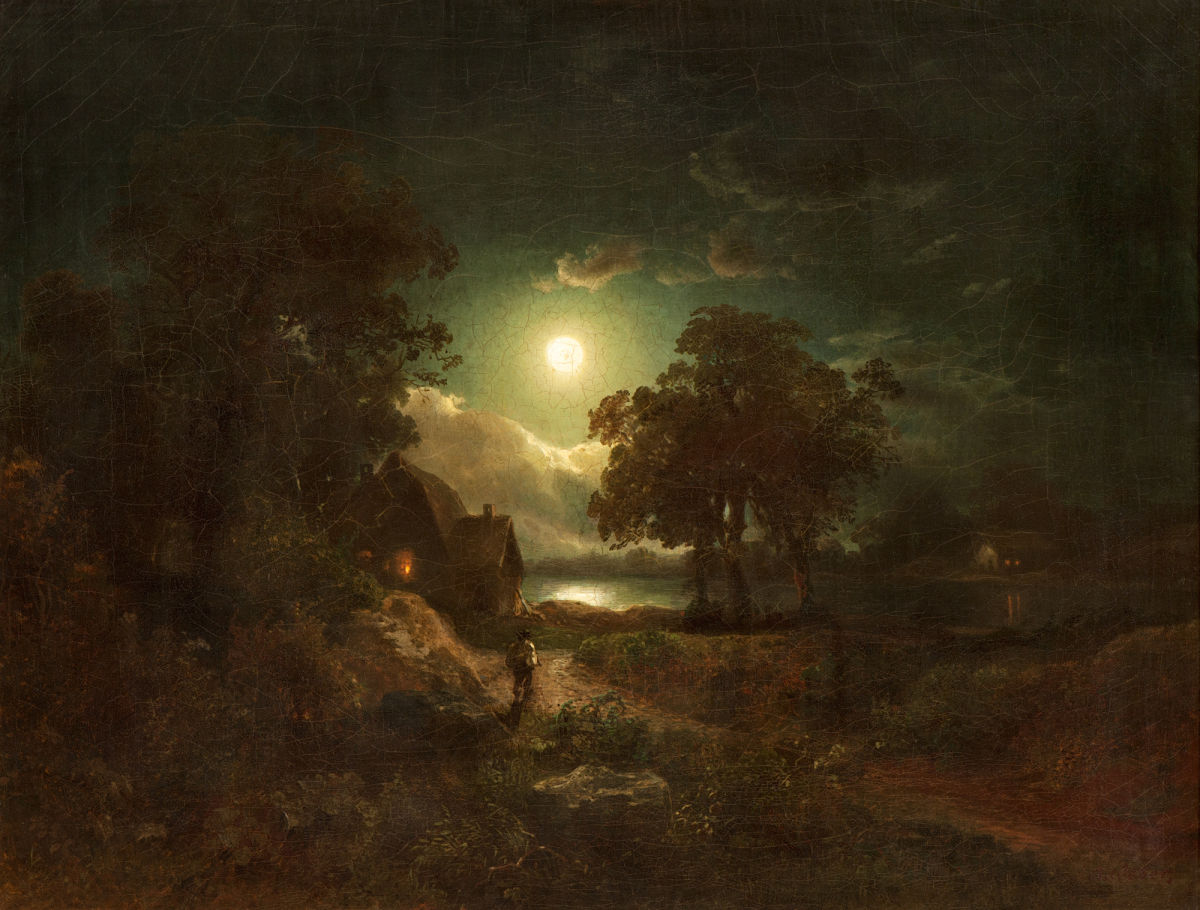
月明り
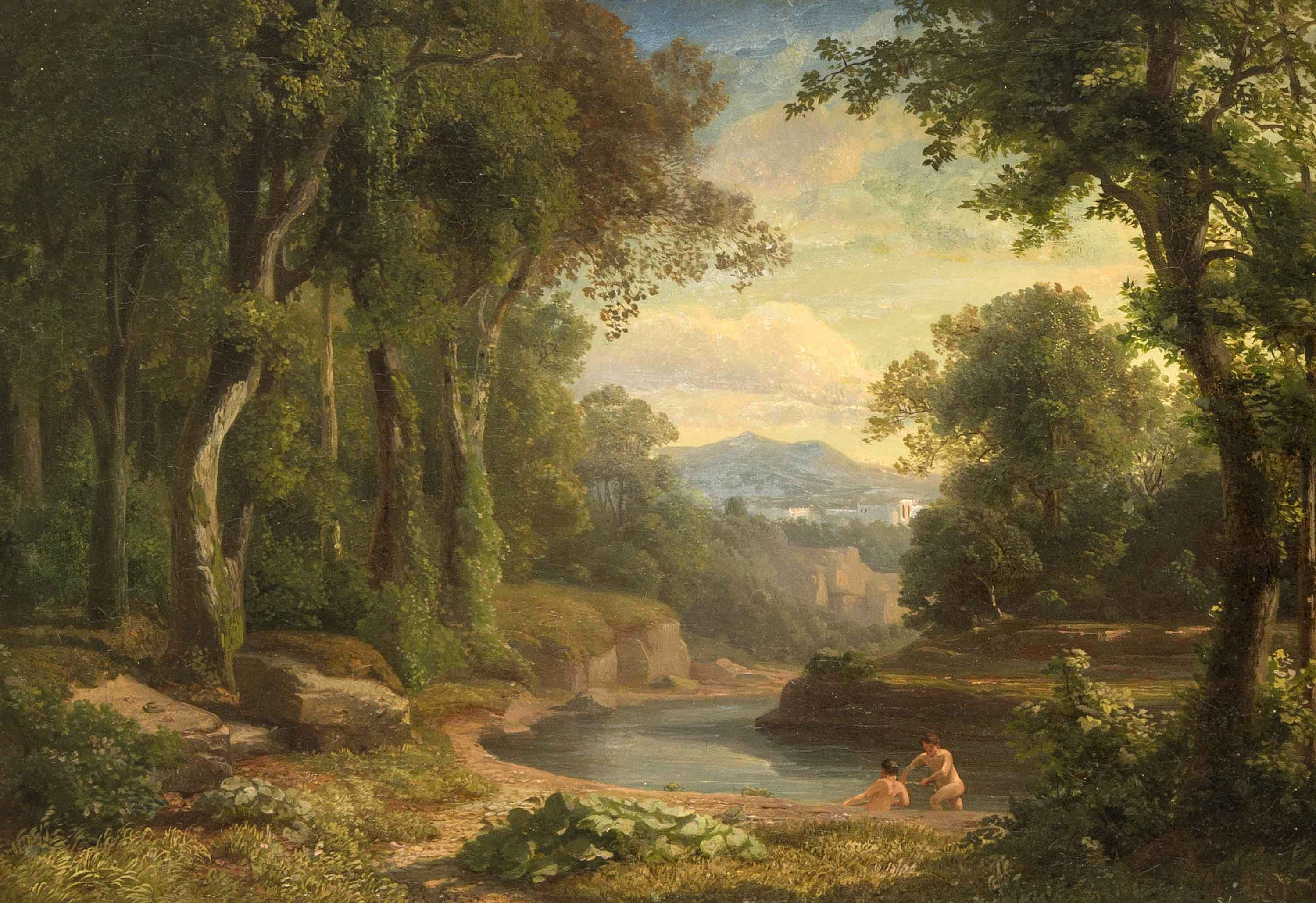
川辺の風景